# Stenotarsus rufitarsis
Stenotarsus rufitarsis es una especie de coleóptero de la familia Endomychidae.

## Distribución geográfica
Habita en Tonkín (Vietnam).